# Challenger Córdoba 2025
Il Challenger Córdoba 2025 è stato un torneo maschile di tennis professionistico. È stata la 1ª edizione del torneo, facente parte della categoria Challenger 75 nell'ambito dell'ATP Challenger Tour 2025, con un montepremi di 100 000 $. Si è giocato dal 3 al 9 marzo 2025 sui campi in terra rossa del Cordoba Lawn Tenis Club di Córdoba, in Argentina.

## Partecipanti

### Teste di serie
| Nazionalità | Giocatore               | Ranking* | Testa di serie |
| ----------- | ----------------------- | -------- | -------------- |
| Brasile     | Thiago Monteiro         | 108      | 1              |
| Argentina   | Juan Manuel Cerúndolo   | 123      | 2              |
| Colombia    | Daniel Elahi Galán      | 125      | 3              |
| Argentina   | Thiago Agustín Tirante  | 128      | 4              |
| Argentina   | Román Andrés Burruchaga | 134      | 5              |
| Argentina   | Federico Coria          | 136      | 6              |
| Argentina   | Juan Pablo Ficovich     | 175      | 7              |
| Perù        | Juan Pablo Varillas     | 187      | 8              |

* Ranking al 24 febbraio 2025.

### Altri partecipanti
I seguenti giocatori hanno ricevuto una wild card per il tabellone principale:
- Juan Estévez
- Mariano Kestelboim
- Thiago Agustín Tirante

I seguenti giocatori sono entrati in tabellone come alternate:
- Alejo Lorenzo Lingua Lavallén
- Lautaro Midón
- Renzo Olivo

I seguenti giocatori sono passati dalle qualificazioni:
- Santiago de la Fuente
- Gonzalo Villanueva
- Pedro Boscardin Dias
- Wilson Leite
- Guido Iván Justo
- João Lucas Reis da Silva

## Punti e montepremi
| Torneo    | Torneo              | V     | F     | SF    | QF    | 2T    | 1T  | Q | Q2  | Q1  |
| Singolare | Punti               | 75    | 44    | 22    | 12    | 6     | 0   | 4 | 2   | 0   |
| Singolare | Premi in denaro ($) | 9 880 | 5 820 | 3 450 | 2 000 | 1 165 | 720 | – | 360 | 185 |
| Doppio    | Punti               | 75    | 44    | 22    | 12    | –     | 0   | – | –   | –   |
| Doppio    | Premi in denaro ($) | 4 250 | 2 450 | 1 480 | 880   | –     | 500 | – | –   | –   |

## Campioni

### Singolare
Thiago Agustín Tirante ha sconfitto in finale  Juan Pablo Ficovich con il punteggio di 6–4, 6–0.

### Doppio
Karol Drzewiecki /  Piotr Matuszewski hanno sconfitto in finale  Fernando Romboli /  Matías Soto con il punteggio di 6–4, 6–4.